# Always Be
Always Be — второй сингл Jimmy Eat World с альбома Chase This Light. 3 декабря 2007 года его начали проигрывать по радио, а в Великобритании сингл был выпущен 3 марта 2008 года.

## Видеоклип
Группа начала снимать видео 5 января 2008 года. Вскоре, на официальный сайте Jimmy Eat World был добавлен 30-секундный клип, а также его показывали на MTV 2, а затем, 27 января было объявлено, что премьера видео будет 30 января в 15.30 на MTV TRL.
В музыкальном видео показана экскурсия старшеклассников в музее науки, но в основном клип сосредоточен на подростков: мальчик и девочка, которые нравятся друг другу. Группа играет, два одноклассника отстали от своего класса. Они бегали по музею, играя с экспонатами, пока они не догнали остальных своих одноклассников.
Полное видео теперь доступно для просмотра на YouTube и для скачивания на ITunes. Музыкальное видео было сделано The Malloys. Клип был снят в Музее Естественной Истории в Лос-Анджелесе, штат Калифорния.

## Список композиций
| №  | Название                     | Длительность |
| -- | ---------------------------- | ------------ |
| 1. | «Always Be»                  |              |
| 2. | «Firefight» (Tempe Sessions) |              |
| 3. | «Big Casino» (Live)          |              |
| 4. | «Always Be» (Live)           |              |

| №  | Название            | Длительность |
| -- | ------------------- | ------------ |
| 1. | «Always Be»         |              |
| 2. | «Big Casino» (Live) |              |

| №  | Название                     | Длительность |
| -- | ---------------------------- | ------------ |
| 1. | «Always Be»                  |              |
| 2. | «Firefight» (Tempe Sessions) |              |

## Чарты
| Чарты                           | Место |
| ------------------------------- | ----- |
| UK Singles Chart                | 37    |
| US Billboard Modern Rock Tracks | 14    |